# Караваев, Сергей Алексеевич
Серге́й Алексе́евич Карава́ев (13 марта 1968, Муром) — советский и российский боксёр средней весовой категории, выступал за сборную в первой половине 1980-х — второй половине 1990-х годов. Чемпион Игр доброй воли, бронзовый призёр чемпионата мира, чемпион СССР и России, заслуженный мастер спорта. Также известен как тренер по боксу.

## Биография
Сергей Караваев родился 13 марта 1968 года в Муроме, Владимирская область. Активно заниматься боксом начал уже в раннем детстве, проходил подготовку под руководством тренера Николая Ивановича Маслина.
Первого серьёзного успеха на ринге добился в 1988 году, когда выиграл в среднем весе серебряную медаль чемпионата СССР — в решающем матче уступил Владимиру Ерещенко из Воронежа.
На чемпионате мира 1993 года в Тампере дошёл до стадии полуфиналов, где по очкам проиграл действующему чемпиону мира, румыну Франчиску Ваштагу. В 1994 году одержал победу на Играх доброй воли в Санкт-Петербурге, одолев в финале знаменитого кубинца, олимпийского чемпиона Хуана Карлоса Лемуса. В 1996 году на чемпионате Европы в датском городе Вайле в бою с азербайджанцем Али Исмаиловым получил тяжелейшую травму, перенёс несколько сложных операций и вынужден был завершить карьеру боксёра.
Всего в его послужном списке около 300 боёв, из них примерно 280 окончены победой. За многочисленные достижения в боксе ему присвоено звание «Заслуженный мастер спорта России».
Покинув ринг, некоторое время Сергей Караваев работал судьёй на ринге, в качестве рефери ездил на шоу профессионального бокса в различные города России и СНГ. Ныне работает тренером в одном из боксёрских залов Мурома.